# Beobachtungsuhr

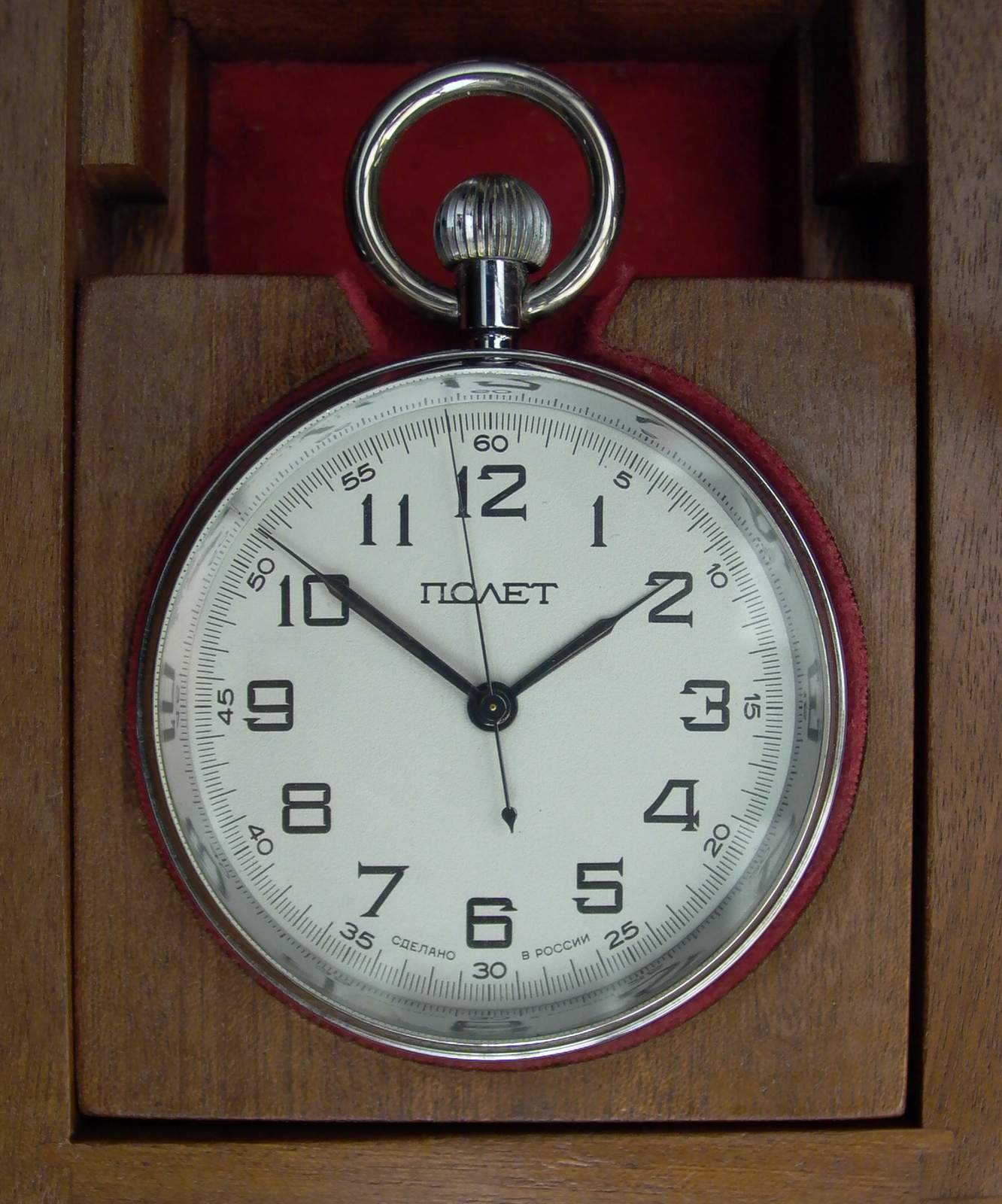
B-Uhr der Firma Poljot

Eine Beobachtungsuhr, auch B-Uhr oder Deckuhr genannt, ist eine tragbare Uhr in Taschenuhrformat, die für navigatorische Zwecke bestimmt war. Beobachtungsuhren mussten ein amtliches Zertifikat besitzen.
Ähnliche Uhren standen bis etwa 1970 auch in der Astrometrie und Astrogeodäsie im Einsatz, wo sie die Vermittlung zwischen Messinstrument und Zeitzeichensignal übernahmen und Arbeitsuhren genannt wurden.

## Kriterien
Der Bau dieses Uhrentypus, der als tragbare Präzisionsuhr vor allem für Navigationszwecke angesetzt wurde, musste folgende Kriterien erfüllen:
- Qualitativ hochwertiges Uhrwerk
- Hochwertige Hemmung
- Kompensation des Gangreglers
- Großes Zifferblatt, klare Anzeige

## Geschichte

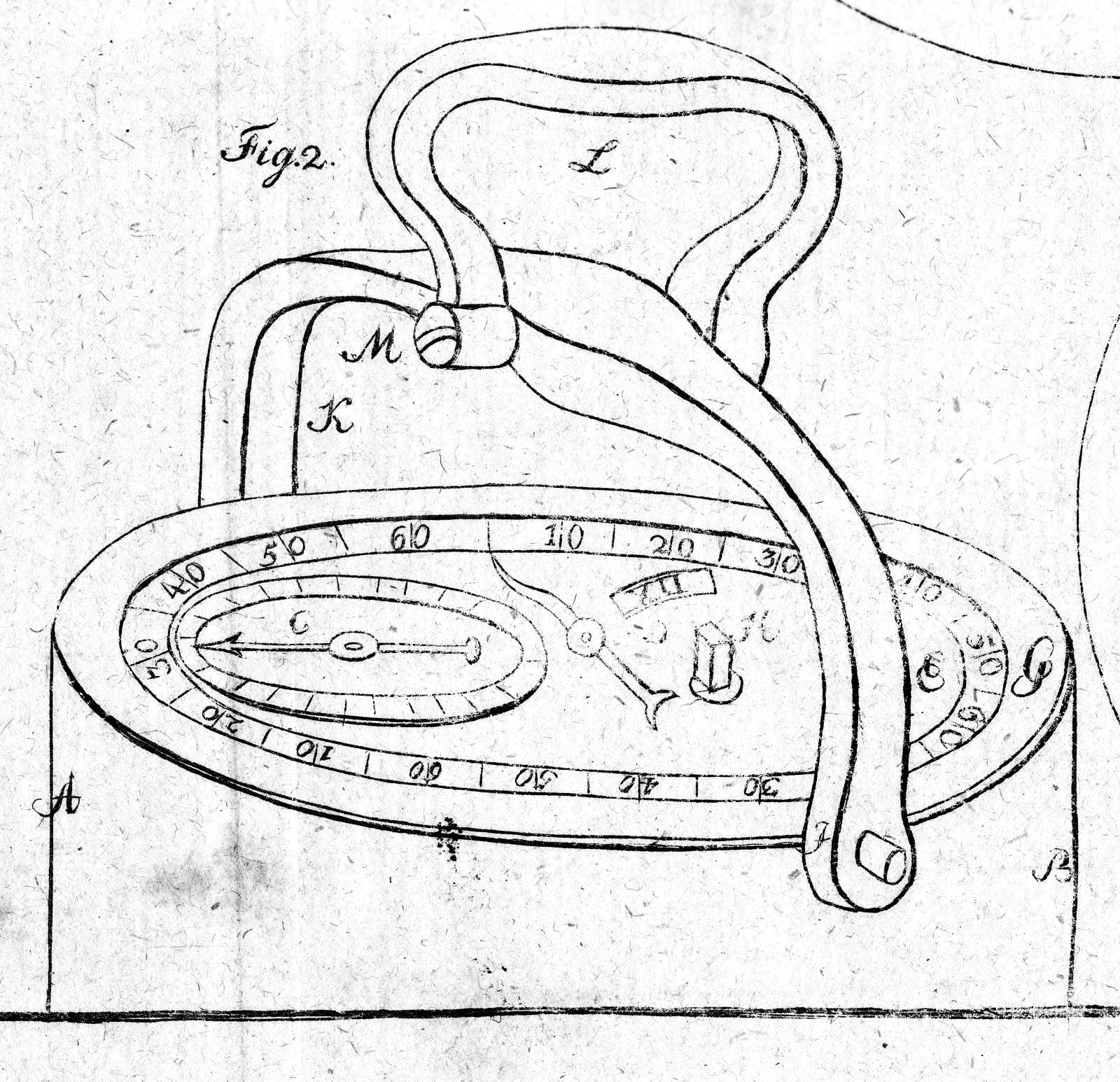
Eine der ersten B-Uhren:
„Seetaschenuhr“ von Ferdinand Berthoud in einem Tragegestell
circa 1790

Um 1780 begann die Ära der leistungsfähigen Seechronometer. Diese Uhren waren wegen der Lageempfindlichkeit des Hemmungssystems, kardanisch aufgehängt, stationär untergebracht.

### Notwendigkeit der Entwicklung
Einige Gründe, die die Entwicklung einer tragbaren Präzisionsuhr beschleunigten:
- Vor dem Antreten der Seereise musste das Seechronometer zunächst im Hafen, dessen Längengrad bekannt war, mit der dortigen Zeit synchronisiert werden. Dazu musste vom nächsten Observatorium, wo genaue Zeitmessung auf astronomischer Basis durchgeführt wurde, diese Zeit zum Schiff gebracht werden. Die in der Sternwarte aufgestellte Präzisionspendeluhr war natürlich ortsfest. Für den „Zeittransport“ zwischen dem Observatorium und dem Schiff brauchte man ganggenaue, tragbare Uhren kleinen Formats. Das Chronometer durfte weder gestellt noch reguliert werden. Es wurde daher nur die Differenz zwischen dem Seechronometer und der an Bord gebrachten Zeit in ein Buch eingetragen.

- Der Vorgang der Längenbestimmung an Bord war nicht einfach. Eine ganggenaue tragbare Uhr kleinen Formats war notwendig, besonders für die Seeleute, die nicht allein auf den fest eingebauten Schiffschronometer angewiesen waren, sondern mit Hilfe der Deckuhr oder Beobachtungsuhr an verschiedenen Stellen an Deck Berechnungen und Messungen, also die Beobachtungen, zur Bestimmung der Position des Schiffs durchführen konnten.

- Ebenfalls verlangten die zahlreichen, in dieser Zeit stattfindenden Forschungsexpeditionen nach genaugehenden, tragbaren Uhren zur genauen geographischen Orts- und Zeitbestimmung.[7] Diese Uhren wurden Taschenchronometer oder Präzisionstaschenuhren genannt. Alexander von Humboldt benutzte auf seiner amerikanischen Forschungsreise (1799–1804) einen Taschenchronometer von Breguet.[8]

Die Entwicklung dieses Uhrentypus steht deshalb in engstem Zusammenhang mit den eigentlichen Seechronometern und die Beobachtungsuhren wurden von den gleichen Uhrmachern oder Firmen hergestellt.
Siehe auch: Astronomische Navigation, Längenproblem (Historisch), Längenuhr

### Klassifizierung der Uhren
In der ersten Hälfte des 20. Jahrhunderts wurde die größte Anzahl von B-Uhren für militärische Zwecke gefertigt.
Aus dieser Zeit kann man Beobachtungsuhren in drei Untergruppen gliedern:
1. Chronometeruhren (Taschenchronometer)
2. Deckuhren
3. Präzisionsuhren

Die Tabelle zeigt die Klassifizierung der Uhren in drei europäischen Ländern.
| Beobachtungsuhr   | Deutsches Reich  | England                 | Frankreich                               |
| ----------------- | ---------------- | ----------------------- | ---------------------------------------- |
| 1. Chronometeruhr | B–Uhr I.Klasse   | Chronometer Watch H.S.2 | Chronomètre de Bord Montre de Torpilleur |
| 2. Deckuhr        | B–Uhr II.Klasse  | Deck Watch H.S.3        | Compteur                                 |
| 3. Präzisionsuhr  | B–Uhr III.Klasse | Deck Watch H.S.4        | Compteur                                 |

Beobachtungsuhren waren bis zum Ende des Zweiten Weltkrieges weit verbreitet und wurden auch danach im Bereich der Marinen weiter eingesetzt.

### Flieger-Beobachtungsuhren im Zweiten Weltkrieg
Auf Basis der vom Reichsluftfahrtministerium in der Fl. 23883 formulierten Anforderungen an Beobachtungsuhren für die Deutsche Luftwaffe wurden 1940 verschiedene Hersteller per Beschluss in die Pflicht genommen, die Produktion nach strengen Vorgaben aufzunehmen.
In den Kriegsjahren waren es die folgenden Hersteller, die Flieger-Beobachtungsuhren produzierten:
- IWC, Schaffhausen
- Stowa, Engelsbrand
- Wempe, Glashütte
- A. Lange & Söhne, Glashütte
- Laco, Pforzheim

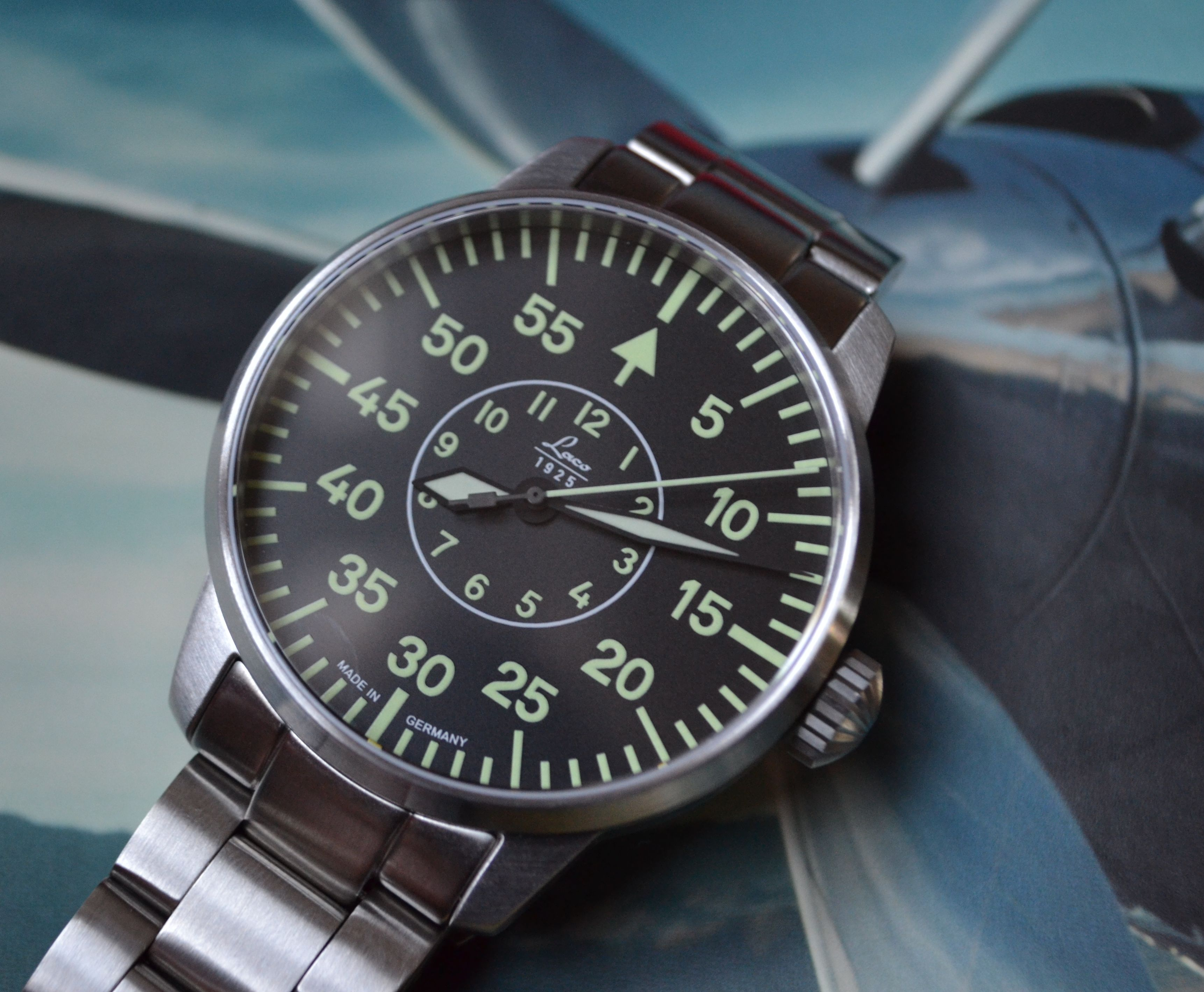
Moderne Interpretation einer B-Muster Beobachtungsuhr

Fälschlich wird behauptet, dass die historischen Flieger-Beobachtungsuhren von Piloten getragen wurden. Stattdessen waren es die Navigatoren an Bord, die in Kombination mit einem Oktanten (Winkelmesser) die genaue Position des Flugzeugs bestimmen konnten. Die Piloten selbst trugen i. d. R. Chronographen, z. B. von Hanhart oder Tutima, als Reserve, falls eine Borduhr ausfallen sollte.
Beobachtungsuhren bzw. Beobachtungsarmbanduhren hatten einige typische Merkmale: Die exakten Vorgaben der B-Uhren gemäß Bauanweisung Fl. 23883 des Reichsluftfahrtministeriums (RLM) sahen z. B. einen großen Durchmesser von 55 mm und eine große zwiebelförmige Krone vor, damit die Navigatoren die Uhren auch mit Handschuhen bedienen konnten. Bei den Flieger-Beobachtungsuhren gibt es zwei Baumuster: Das Baumuster A hatte Beschriftungen für die Stunden 1 bis 11 in arabischer Schrift. An Stelle der „12“ befand sich ein nach außen zeigendes Dreieck mit zwei Punkten. Dies ist auch beim Baumuster B der Fall, nur dass statt der arabischen Zahlen 1 bis 11 die Minuten in 5er-Schritten aufgedruckt sind. Die klassische Stunden-Einteilung von 1 bis 12 wiederum befindet sich in einem zusätzlichen Innenring.
Die Nummer der Bauanweisung (Fl 23883) befindet sich bei den historischen Beobachtungsuhren am Rand des Gehäuses sowie auf dem Boden eingraviert. Auch Hersteller, Bauart, Gerät-Nr. und Werk-Bezeichnung standen auf dem Stahlboden.
Der Niedergang der B-Uhr kam erst in der zweiten Hälfte des 20. Jahrhunderts durch die Erfindung der Quarzuhr, deren Ganggenauigkeit unmittelbar um drei Zehnerpotenzen besser wurde. Die B-Uhr als Navigationsinstrument verlor dadurch ihre Daseinsberechtigung. Heutzutage verwenden Schiffe zur Navigation GPS (Global Positioning System), doch sind Mittel für die Positionsbestimmung mit astronomischen Methoden (also Tabellen und Geräten) weiterhin vorgeschrieben.
Bis heute werden für Sammler und Liebhaber Beobachtungsuhren von verschiedenen Herstellern gefertigt. Dadurch hat sich der Begriff „Beobachtungsuhr“ von der Taschenuhr auch auf die Armbanduhr ausgedehnt.

## Aufbau

### Werk
Beobachtungsuhren aus dem 20. Jahrhundert zeigen die ganze Palette der technischen Entwicklung im Uhrenbau. Die Uhrwerke waren sehr präzise gefertigt und in der Regel auf 16 – 22 Steinen gelagert. Die vorherrschende Hemmung ist die Ankerhemmung. Bei englischen Uhren die Spitzzahnankerhemmung, bei allen anderen die Schweizer Ankerhemmung. Mit Uhren die Chronometerhemmung oder Tourbillon hatten, wurde nur experimentiert. Der Gangregler ist immer von hervorragender Qualität und temperaturkompensiert.

### Zifferblatt
Klare Ablesbarkeit der Indikationen und Zahlen war immer Bestandteil der Spezifikationen. Bis zum Zweiten Weltkrieg bevorzugte man römische Zahlen, später arabische. Für Beobachtungsuhren, die statt Seechronometer eingesetzt werden sollten, wurde auch eine Gangreserveanzeige gefordert.

### Gehäuse
Gehäuse für Beobachtungsuhren sind generell schlicht, solide und funktionell. Sie sind für die Funktion der Uhr modifiziert, z. B. verlängerte Drücker für die Zeigereinstellung, Weglassen des Glases usw. Die meisten Uhren aus dem 20. Jahrhundert besitzen Gehäuse aus Nickellegierungen oder aus Edelstahl. Silbergehäuse wurden nur selten eingesetzt.

### Kasten
Mit dreiteiligem Holzkasten, wie ein Seechronometer wurden nur amerikanische Beobachtungsuhren ausgestattet. Andere Beschaffungsstellen begnügten sich mit einfachen Holzkästen, gepolstert, oder mit Messingdosen.

## Lieferanten der Beobachtungsuhren
Die Beschaffungspolitik der einzelnen Staaten war recht unterschiedlich. Bei allen wurde allerdings an technisch unnötiger Ausstattung gespart. Die Beschaffungsbehörden kauften Präzision und Genauigkeit und nicht die Schönheit.

### Deutschland
| - Cortèbert – Schweiz - International Watch Company – Schweiz - LACO (Lacher & Co.) – Deutschland - A. Lange & Söhne – Deutschland - STOWA – Deutschland | - Wempe – Deutschland (mit CH-Werk von Thommen) - Ulysse Nardin – Schweiz - Vacheron & Constantin – Schweiz - GUB (VEB Glashütter Uhrenbetriebe) – DDR |

Trotz großer Anstrengungen blieb Deutschland auf Uhren aus der Schweiz angewiesen.

### Vereinigte Staaten von Amerika
| - Maurice Ditisheim – Schweiz - Elgin National Watch Co. – USA - Hamilton Watch Company – USA - Hornby – England - L. Leroy – Frankreich - Longines – Schweiz - Patek Philippe – Schweiz | - Roskell – England - South Bend Watch Co. – USA - Ulysse Nardin – Schweiz - Vacheron & Constantin – Schweiz - Waltham Watch Co. – USA - Zenith – Schweiz |

### Sowjetunion
| - Erste Moskauer Uhrenfabrik – UdSSR |

### Frankreich
| - J. Auricoste - Breguet – Schweiz - P. Buhrè – Frankreich - International Watch Company – Schweiz | - L. Leroy – Frankreich - E. Thomas - Ulysse Nardin – Schweiz |

### England
| - Alexander & Son – Coventry - Ashley – Clerkenwell, London - Austin & Williams - Baird – London - Birch & Gaydon – London - Brockbank & Atkins – London - Buckney – London - Carley & Clemens – London - George Carley – London - Connor - Cuthbert – Glasgow - Cribb – London - Erhardt – Birmingham - Elgin National Watch Co. – USA - Dent – London - French – London - Frodsham – London - Golay & Son – London - Glover – London - Goddard & Co. – London - Hamilton Watch Co. – USA - Halford – London - Hall – Louth - Hall Bros. – Liverpool - Hamilton & Inches – Edinburgh - Hammersley – London - Hughes & Sohn | - Isaac – London - Iversen – Bergen, Norwegen - Johannsen & Co. – London - Kendal & Dent – London - Keys – London - Lilley & Son – London - L. Leroy – Frankreich - Longines – Schweiz - Lindquist – London - Lister – Newcastle - Lockwood - Lund & Blockley – London - Kullberg – London - Kunzler – Birmingham - Mc Kabe – London - MacKay & Chisholm – Edinburgh - Matthews – London - Thomas Mercer – London - Milne – Manchester - Murray & Strachan – London - Newsome & Co. – Coventry - Northern Golrsmith Ltd. – Newcastle - Ollivant & Botsford – Manchester - Page & Keen – Plymouth - Parkinson & Frodsham – London - Player & Son – Coventry - Philips – London | - Pennington & Son – Camberwell - Poole – London - Porthouse – London - Reid & Son – Newcastle - Ritchi & Son – Edinburgh - Roberts – London - Roberts & Son – Bradford - Roberts – Liverpool - Sims - Smith & Son – London - Smith & Rait Player – Glasgow - Selfe – Greenwich - Snow & Ashworth - Sorley – Glasgow - Spiegelhalter & Son - Stanley – Cambourne - Taylor - Thornloe – Clerkenwell - Usher & Cole – Clerkenwell - Wales & McCulloch – London - Webb – London - Wright & Craighead – London - Yeomans – Coventry - International Watch Company – Schweiz - Ulysse Nardin – Schweiz - Zenith – Schweiz |